# Фяппинцы
Фяппинцы, или Фяппинское/Мецхальское общество, истор. Кисты/Ближние Кисты, Кистинское общество (ингуш. фаьппий) — ингушское общество, исторически преимущественно населявшее горную область Ингушетии — Вабуа-Фаппи.
В XVII веке общество фяппий разделилось: некоторые его представители ушли в Грузию, а некоторые — в Аух. Согласно тептару ауховских вяппий, они некогда жили в селе Тарш. По сведениям М. М. Зязикова, культурным центром ауховских веппинцев является селение Эрзи.

## Название

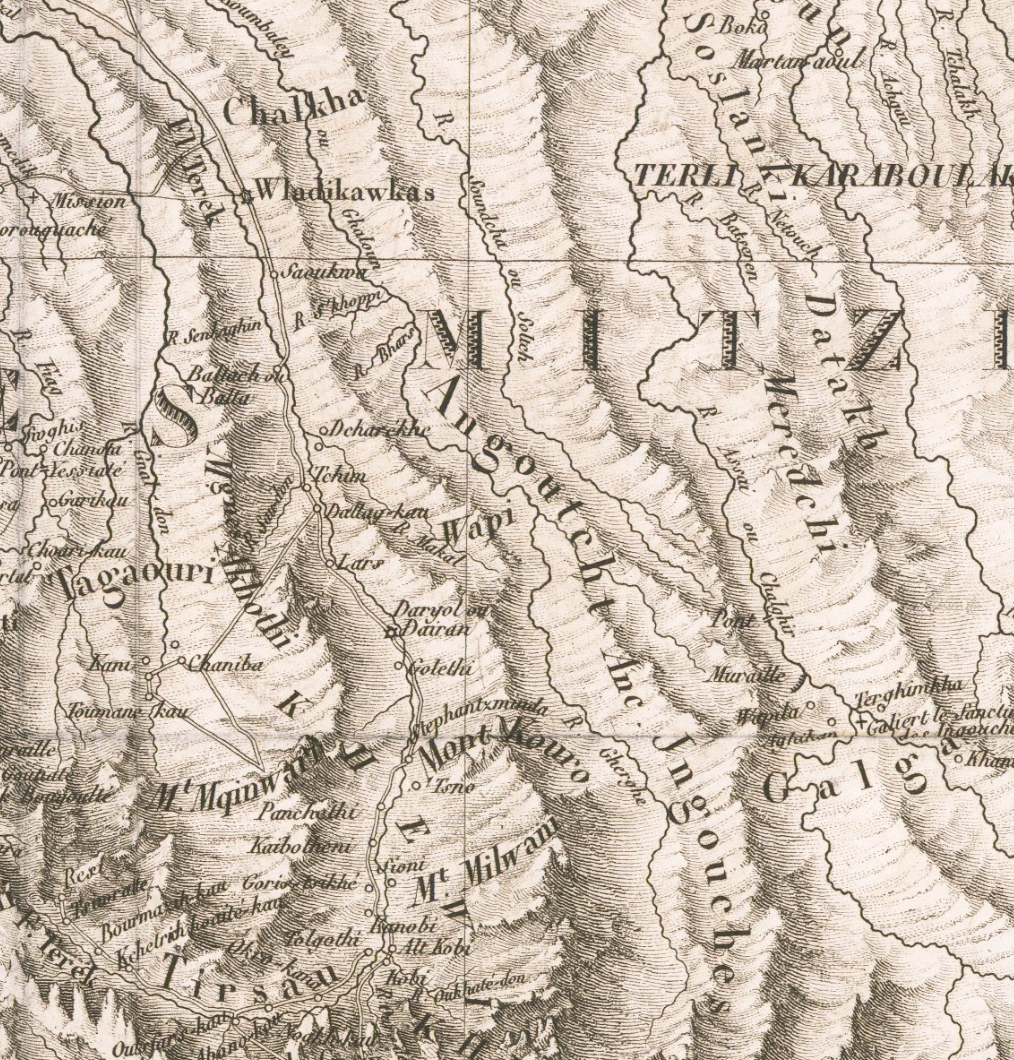
Wapi (Fapi) на карте Юлиуса Клапрота 1823 г.

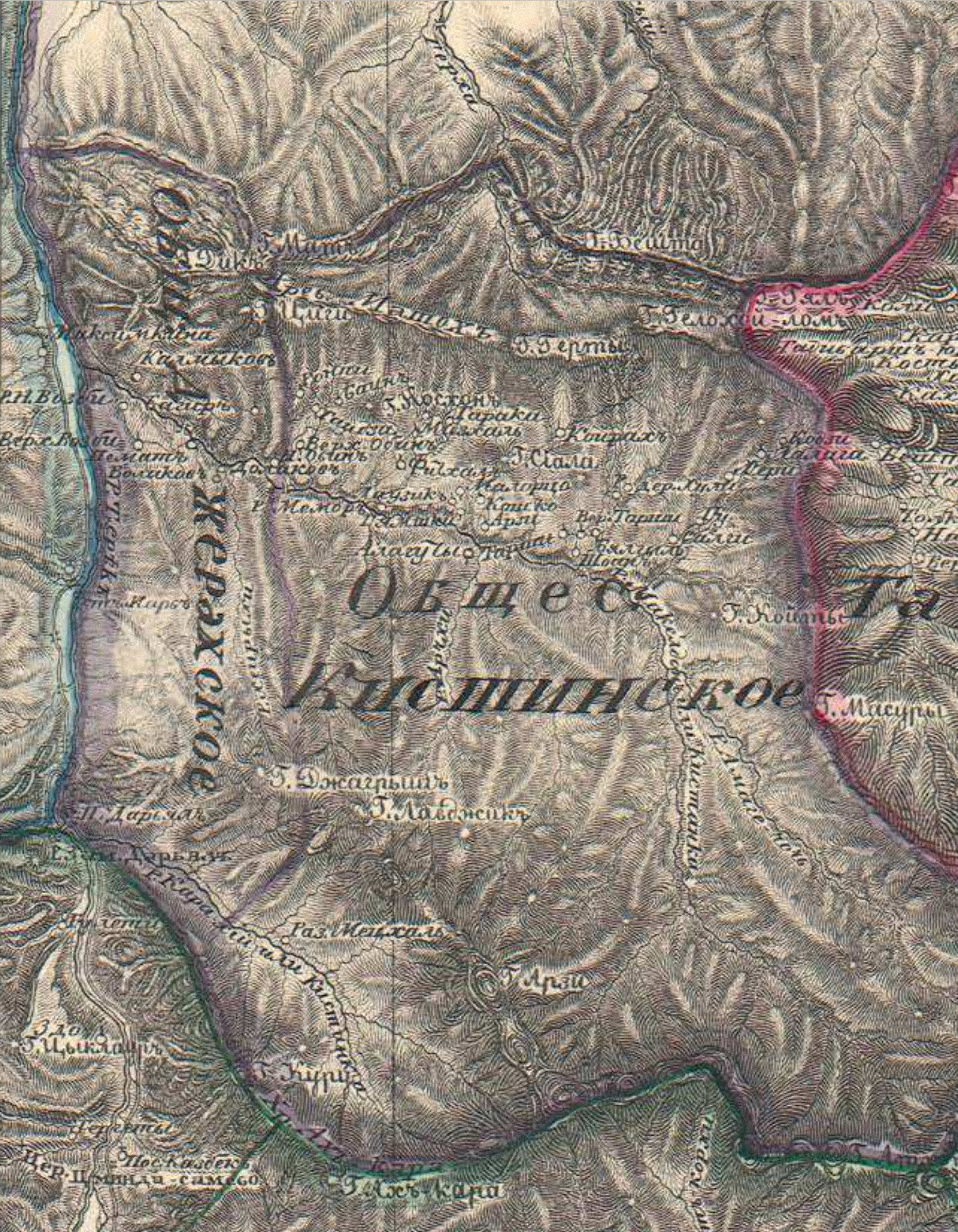
Кистинское Общество (1838 год)

### Эндонимы
Эндоним фяппинцев на ингушском языке — фаьппий, записываемый как «fäppij» в старой ингушской латинской системе письма. В чеченском языке эндоним пишется как ваьппий. Однако, Н. Г. Волкова указала, что название, «видимо, известно лишь в среде самих ингушей. Во всяком случае, среди чеченцев по рекам Гехи, Мартана, Рошничу, Аргуну, а тем более еще восточнее этот термин не встречается».
Ф. И. Горепекин перевёл этноним с ингушского как «поселенцы, идущие в нестройной толпе». Аналогичным образом, Р. Л. Харадзе и А. И. Робакидзе предположили, что этноним возможно связан с понятием «пришлый/новопоселенец» (но не отличающийся этнически от основной массы ингушей). По мнению Ю. Д. Дешериева, этноним не имеет этимологического объяснения. По мнению Дж. Николс, этноним не может быть протонахским словом, так как сдвоенный «-пп-» не встречается в нахских языках. А. Н. Генко связал этноним в форме «веппий» с хазарским царём Уобосом, упомянутым в грузинских летописях, таким образом, возведя название к X веку нашей эры.

### Экзонимы
Исторически фяппинцы были известны под экзонимом грузинского происхождения «кисты» или «кистины», а также его вариантами, такими как «ближние кисты» или «ближние кистины». Позднее эти термины появились в русской литературе. Со временем значение этого этнонима расширилось и охватило все нахские народы, несмотря на то, что первоначально оно было экзонимом фяппинцев. Этноним «кисты» был заменен этнонимом «мецхальцы» в XIX веке и, соответственно, Кистинское общество стало называться «Мецхальское общество»; это произошло после того как канцелярия общества была перенесена в селение Мецхал. Согласно Семёну Броневскому, общества «зауровцы», «джейрахи» и «кистинцы» одинаково назывались горцами-ингушами — «галгай».
Осетины называли фяппинцев маккалами (махъхъæл), а реку Армхи, по берегам которой обитало общество, — Маккалдоном (Махъхъæлдон), тёзкой одного из русских названий Армхи — Макалдон. Этноним «маккал» также иногда использовался для обозначения фяппинцев на некоторых картах. Этноним «маккал» связан с ингушским и осетинским словом маккхал/мæхъхъæл — «коршун». По мнению А. Н. Генко, это название осетины получили от названия аула  и его жителей — Эрзиевых.

## История

### Социальное положение в Средние века и в новое время
По материалам и полевым исследованиям Н. Г. Волковой было выявлено что в новое время фяппий и галгай, разделены на две группы среди ингушей. Область галгайцев начиналась за селом Хули:
В Мецхалой, то есть Мецхальское общество, входят селения Харпа, Бейни, Гоуст, Фалхи, Мецхал, Эрзи, ОльгетІе, Лежги, Обин, Салги, Лялах, Шуани.
Волкова отмечает, что в Джейрахском районе фяппий отличались от галгай по разным аспектам как социальном, так этнотерриториальном. Различия в социальном характере выражались в главным образом о якобы «более высокородном» происхождении галгай. Однако, когда приходится уточнять разницу между ними, оказывалось, что и фяппий и галгай — ингуши, народ, говорящий на одном языке. Но только галгаевская группа жила высоко в горах, а фяппинская — несколько ниже, в Джериахском ущелье.
По исследованиям этнографов Р. Л. Харадзе и А. И. Робакидзе фяппинцы не отличаются от остальных галгаевцев, ни по культуре, ни по быту.

### Миграция в Грузию и Аух
Вероятно в XVI—XVII вв. часть фяппинцев в поисках земли переселилась в Тушетию, Грузию. Сегодня потомки этих фяппинцев известны как бацбийцы.
Новая волна миграции фяппинцев произошла в XVII—XVIII вв. в район Ауха (ныне Дагестан). Сегодня потомки этих переселенцев известны как Вяппий и считают Тярш своим родовым аулом, о чём свидетельствует их семейный тептар.

### Контакты с Россией
8 января 1811 года старшины 12 фяппинских деревень принесли присягу Российской империи. Однако, стоит отметить, что даже после присяги отдельных ингушских обществ или родов русско-ингушские отношения остались прежними. Фактически обе стороны восприняли подобные клятвы как заключение союзных договоров.

### Кавказская война
Во время Кавказской войны Фяппий также были объектом российской экспансии. В июле 1830 года две русские колонны под командованием генерал-майора Абхазова совершили карательную экспедицию в Горную Ингушетию. Русские войска прошли через ущелья Дарьяла и Ассы. Особенно ожесточённое сопротивление оказали жители Эбана. В результате этой экспедиции фяппинцы были ненадолго покорены Российской империей, а их аулы были опустошены. В горной Ингушетии впервые были созданы районные суды и введена гражданская система.

### В составе России
В составе Российской империи Фяппинское общество входило в Военно-осетинский округ, Ингушский округ, Владикавказский округ, Сунженский отдел и Назрановский округ.
В 1932 году Институтом чеченской культуры издаётся «Тушско-чечено-русский словарь» А. Мациева. А. Сумбулатов утверждает, что словарь вызвал неоднозначную реакцию в научных кругах Москвы и Ленинграда. По его мнению, наиболее тщательно словарь был проанализирован А. Н. Генко. А. Сумбулатов сообщает, что А. Н. Генко подверг серьёзным сомнениям представления М. Мамакаева (автора предисловия к словарю) о происхождении цова-тушин, указал на отсутствие логики в утверждениях исследователей, пытающихся увязать происхождение цова-тушин с вайнахским племенем «ваьппий» («фаьппий»).

## Общие сведения

### Центр
Есть расхождения среди исследователей по поводу центра фяппинцев. Согласно А. Н. Генко и М. М. Зязикову центром фяппинцев был Эрзи, а согласно А. С. Сулейманову и Д. Ю. Чахкиеву — Мецхал; в частности, Сулейманов считает Мецхал духовным и административным центром, а Чахкиев считает Мецхал административным и культурно-экономическим центром фяппинцев. И. М. Сампиев отвергает версию Сулейманова о том, что Мецхал был «духовным центром» фяппинцев. Ссылаясь на сведения ряда исследователей (Ч. Э. Ахриев, Б. К. Далгат, Л. П. Семенов, Е. И. Крупнов), «хоть что-то написавши[х] об ингушской национальной религии», Сампиев указывает на Фалхан как на доисламский духовный центр фяппинцев.

## Культура

### Язык
Фяппинский диалект — диалект ингушского языка, распространён в Ингушетии в долине реки Армхи. В 1941 году ингушский языковед Д. Д. Мальсагов изучавший языки Чечено-Ингушетии заметил «в языке мецхальцев» (то есть фяппинцев) одну чеченскую особенность: иногда вместо инг. «хьа» слышится чеч. «схьа». И добавляет что в западной окраины чечено-ингушской территории в конце 18 века имелись чеченские особенности.

## Состав
Бейнахой, гелатхой, корахой, мецхалой, оарцхой, ляжгхой, торшхой, фалханой, шоанхой, обанхой, ольгетхой и др..
Фамилии:
| - Джабагиевы - Таршхоевы (Торшхоевы) - Саутиевы - Евкуровы - Яндиевы - Мамиловы - Алдагановы | - Матиевы - Бештоевы - Цицкиевы - Ахильговы - Гуцариевы - Гаракоевы - Чилиевы | - Дидиговы - Карахоевы - Танкиевы - Кодзоевы - Лошхоевы - Манкиевы - Куштовы | - Додовы - Шанхоевы - Итазовы - Хаутиевы - Мизиевы - Газиковы и др. |